# Ilê Babá Olucotum
Ilê Olucotum (Olukotun) ou Ilê Babá Olucotum, antigo Terreiro de Tuntum, é casa de Culto aos egunguns, está localizado na Ilha de Itaparica, Bahia . Foi fundado em 1850.
Mãe Ondina de Oxalá Ialorixá de Ilê Axé Opô Afonjá era filha do Balé Xangô José Teodoro Pimentel e descendente dos fundadores dos Terreiro do Mocambo e Terreiro do Tuntum em Itaparica, respectivamente o africano Marcos Pimentel (alapini) e seu filho Marcos Teodoro Pimentel que trouxeram para o Brasil o assento de Baba Olucotum um dos ancestrais do povo nagô e fundaram o Ilê Olukotun.
O Alapini Tio Marcos faleceu por volta de 1935, e com sua morte foi desativado o terreiro do Tuntum em Itaparica, porém, a tradição do culto a Baba Olucotum continuou através de seu sobrinho carnal Arsênio Ferreira dos Santos, pai carnal do Alapini Didi Axipá, que possuía o título de Alabá. Arsênio migrou para o Rio de Janeiro levando o assento de Babá Olucotum para o município de São Gonçalo. Depois do falecimento de Arsênio, os assentos dos Babas retornaram para Bahia, através do seu filho Deoscoredes M. dos Santos, conhecido como Mestre Didi Axipá, presidente da Sociedade Cultural e Religiosa Ilê Axipá. Mestre Didi foi iniciado na tradição do culto aos egunguns por Tio Marcos e seu pai carnal Arsênio dos Santos.